# Maxera brunneoaspersus
Maxera brunneoaspersus là một loài bướm đêm trong họ Noctuidae.